# Francesco Fontana (Astronom)

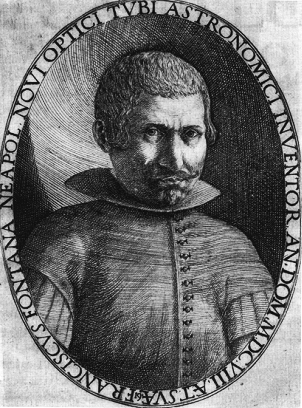
Porträt von Francesco Fontana

Francesco Fontana (* zwischen 1585 und 1589 in Neapel; † um 1656) war ein italienischer Anwalt und Astronom.
Er beobachtete die Oberflächenstrukturen des Mondes und die damals bekannten Planeten durch ein selbstkonstruiertes Teleskop und fertigte Holzschnitte seiner Observationen an. 1645 behauptete er, einen Begleiter der Venus entdeckt zu haben.
Der Mondkrater Fontana und der Marskrater Fontana sind nach ihm benannt sowie der Asteroid (374338) Fontana.

## Werke
- Novae coelestium terrestriumque rerum observationes, et fortasse hactenus non vulgatae. (1646)